# Udea tachdirtalis
Udea tachdirtalis is een vlinder uit de familie van de grasmotten (Crambidae), uit de onderfamilie van de Spilomelinae. De wetenschappelijke naam van deze soort is voor het eerst voorgesteld als Pyrausta tachdirtalis door Hans Zerny in een publicatie uit 1935.
De soort komt voor in Marokko.